# Raymond Legault
Pour les articles homonymes, voir Legault.
Raymond Legault est un acteur québécois né le 17 novembre 1953. Il est principalement reconnu pour son rôle dans le téléroman Cormoran, où il incarne le personnage de Pacifique Cormoran, un médecin aux idéaux humanistes et grand voyageur. Il est le frère de la comédienne Sylvie Legault. Il a été le président de l'Union des artistes, principal syndicat d'artistes de la scène, de la télévision et du cinéma au Québec, de 2007 à 2013. À l'âge de 61 ans, il se retire du métier d'acteur et part habiter aux Îles de la Madeleine.

## Filmographie
- 1977 - 1978 : Les As (série télévisée) : Ti-Noir Masson
- 1978 - 1984 : Terre humaine (série télévisée) : Jean-François Jacquemin
- 1981 - 1983 : Les Girouettes (série télévisée) : Gilbert Rouillard
- 1985 : Le Temps d'une paix (série télévisée) : Contremaitre forestier Bisaillon
- 1985 - 1987 : Manon (série télévisée) : Richard Laurendeau
- 1986 : Bach et bottine du réalisateur André Melançon : Jean-Claude Parenteau
- 1987 : Le Lys cassé du réalisateur André Melançon : rôle inconnu
- 1987 : Laurier (feuilleton TV) : François Leduc
- 1987 : Avec un grand A (série TV, épisode "Lise, Pierre et Marcel") : Pierre Côté
- 1988 : Formule 1 (série télévisée) : Patrick Morand
- 1990 : Rafales du réalisateur André Melançon : Paul Lussier
- 1990 - 1993 : Cormoran (série télévisée) : Pacifique Cormoran
- 1994 - 1995 : À nous deux! (série télévisée) : Philippe Bertrand
- 1996 - 2000 : Le Retour (série télévisée) : Jacques Normandin
- 1997 : Un gars, une fille (série télévisée) : Le psy
- 2000 : Les Muses orphelines de Robert Favreau : Le policier

## Récompenses
- 1991 - Étoile de la saison de la Ligue nationale d'improvisation

## Famille
Son fils, Jonathan Lord, a fait partie de la télé-réalité En Route Vers Mon Premier Gala, diffusée au Canal Vox.
Sylvie Legault est sa sœur.